# Luigi Galvani (sommergibile 1918)
Il Luigi Galvani è stato un sommergibile della Regia Marina.

## Storia
Il 16 giugno 1918, dopo l'entrata in servizio, lasciò La Spezia al comando del capitano di corvetta Giuseppe Battaglia – che aveva seguito le prove di collaudo dell'unità – ed effettuò una crociera nel Mediterraneo, facendo tappa a Tripoli, Messina, Siracusa, Taranto, Napoli e Livorno; il viaggio terminò solo nel marzo 1919, con il ritorno a La Spezia. Nel corso di tale viaggio, il 23 novembre 1918, il comandante Battaglia era stato rimpiazzato dal parigrado Giuseppe Diaz.
Assegnato alla I Squadriglia Sommergibili di La Spezia, nel 1921 fu destinato al Dipartimento Marittimo dell'Alto Tirreno. Fu impiegato nell'addestramento degli allievi dell'Accademia Navale di Livorno.
Il 6 marzo 1922 assunse il comando del sommergibile il capitano di corvetta Raffaele De Courten, che lo mantenne sino al 31 gennaio 1924.
Nel 1925 il sommergibile fu posto sotto il controllo del Comando Divisione Sommergibili, restando comunque di base a La Spezia.
Prese parte alle esercitazioni del 1925 e 1926; nel secondo caso dovette trainare alla base il gemello Torricelli, colto da avarie.
Sottoposto nel 1927 ad approfonditi lavori di ammodernamento, specie all'apparato motore, riprese poi l'attività addestrativa in mar Tirreno, effettuando esercitazioni di breve durata.
In questo periodo fu più volte disarmato, sino a che, il 1º gennaio 1938, ultimo sommergibile della propria classe, fu radiato, ed avviato alla demolizione.